# Poyntings vektor
Poyntings vektor, namngiven efter John Henry Poynting, som först härledde den 1884.:{{{1}}} Nikolaj Umov är också tillskriven att ha formulerat konceptet. Oliver Heaviside upptäckte det också självständigt i den mer allmänna formen som erkänner friheten att lägga till krullen av ett godtyckligt vektorfält till definitionen. Poyntings vektor används genomgående i elektromagnetik i samband med Poyntings teorem, kontinuitetsekvationen som uttrycker bevarande av elektromagnetisk energi, för att beräkna kraftflödet i elektromagnetiska fält. 

## Definition

Vertikal strålning från en elektrisk dipol som visar elektrisk fältstyrka (färg) och poyntingvektorer (pilar)

Poyntings vektor, {\displaystyle \mathbf {S} }, definieras som korsprodukten
{\displaystyle \mathbf {S} =\mathbf {E} \times \mathbf {H} } där {\displaystyle \mathbf {E} } är vågens elektriska fältstyrka och {\displaystyle \mathbf {H} ={\frac {1}{\mu _{r}\mu _{0}}}\mathbf {B} } 
där {\displaystyle \mathbf {B} } är vågens magnetiska flödestäthet. 
Detta uttryck kallas ofta för Abrahamsformen och är det mest använda. Poyntings vektor betecknas vanligtvis med S eller N. 
Vågens intensitet är då Poyntingvektorns belopp. Integralen av poyntingvektorn över en sluten yta är lika med den totala utstrålade effekten från ytan.
Enkelt uttryckt skildrar Poyntings vektor S riktningen och hastigheten för överföring av energi, det vill säga kraft, på grund av elektromagnetiska fält i ett område av rymden som kan vara tomt eller inte. Mer rigoröst är det kvantiteten som måste användas för att göra Poyntings teorem giltigt. Poyntings teorem säger i huvudsak att skillnaden mellan den elektromagnetiska energin som kommer in i ett område och den elektromagnetiska energin som lämnar ett område måste vara lika med den energi som omvandlas eller försvinner i det området, det vill säga omvandlas till en annan form av energi (ofta värme). Så om man accepterar giltigheten av Poynting-vektorns beskrivning av elektromagnetisk energiöverföring, så är Poyntings teorem helt enkelt ett uttalande om bevarandet av energi.
Om elektromagnetisk energi inte erhålls från eller förloras till andra energiformer inom någon region (till exempel mekanisk energi eller värme), så bevaras elektromagnetisk energi lokalt inom den regionen, vilket ger en kontinuitetsekvation som ett specialfall av Poyntings teorem:
{\displaystyle \nabla \cdot \mathbf {S} =-{\frac {\partial u}{\partial t}}}
är där energitätheten för det elektromagnetiska fältet. Detta frekventa tillstånd gäller i följande enkla exempel där Poyntings vektor beräknas och anses överensstämma med den vanliga beräkningen av effekt i en elektrisk krets.

## Exempel:Effektflöde i en koaxialkabel
Även om problem inom elektromagnetik med godtyckliga geometrier är notoriskt svåra att lösa, kan vi hitta en relativt enkel lösning i fallet med kraftöverföring genom en sektion av koaxialkabel analyserad i cylindriska koordinater som avbildas i det bifogade diagrammet. Vi kan dra fördel av modellens symmetri: inget beroende av θ (cirkulär symmetri) eller av Z (position längs kabeln). Modellen (och lösningen) kan helt enkelt betraktas som en likströmskrets utan tidsberoende, men följande lösning gäller lika väl för överföring av radiofrekvenseffekt, så länge vi överväger en tidpunkt under vilken spänningen och strömmen inte ändras och över ett tillräckligt kort kabelsegment (mycket mindre än en våglängd, så att dessa kvantiteter inte är beroende av Z).
Koaxialkabeln är specificerad att ha en inre ledare med radien R1 och en yttre ledare vars inre radie är R2 (dess tjocklek bortom R2 påverkar inte följande analys). Mellan R1 och R2 innehåller kabeln ett idealiskt dielektriskt material med relativ permittivitet εroch vi antar ledare som är icke-magnetiska (så μ = μ0) och förlustfria (perfekta ledare), som alla är goda approximationer till verklig koaxialkabel i typiska situationer.

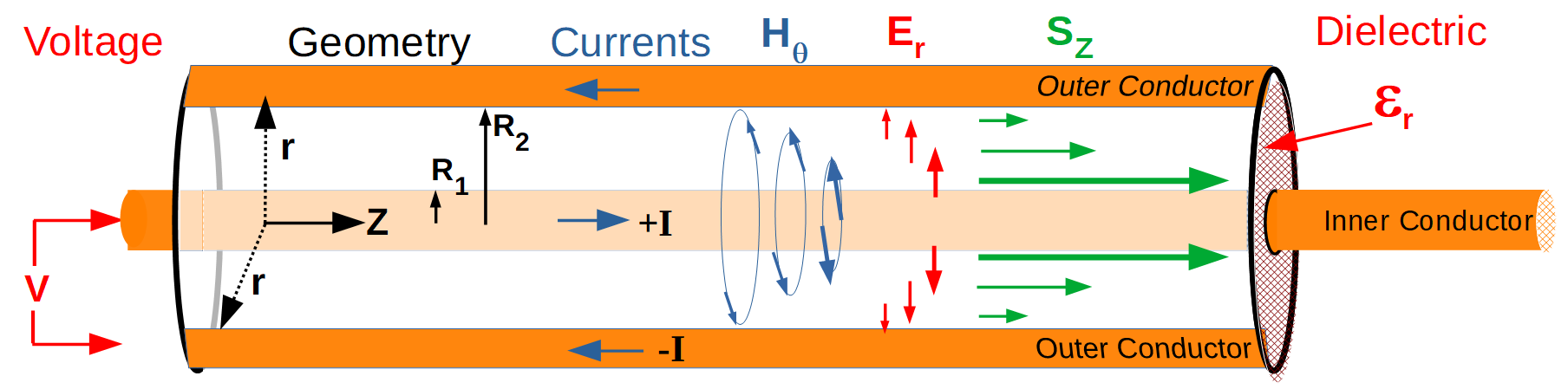
Illustration av elektromagnetiskt kraftflöde inuti en koaxialkabel enligt Poyntings vektor S, beräknat med hjälp av electriska fältet E (på grund av spänningen V) och det magnetiska fältet H (på grund av ström I).

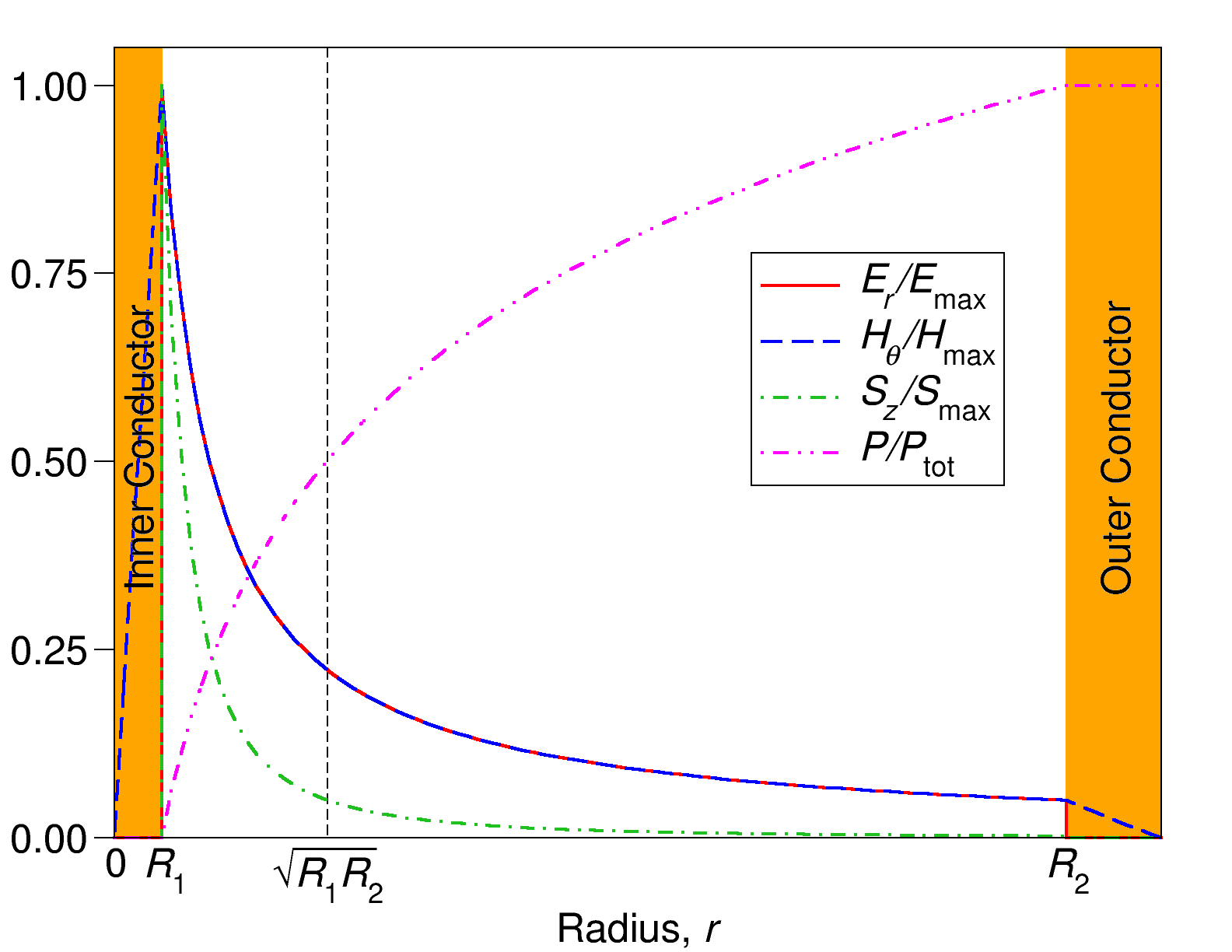
Likströmsöverföring genom en koaxialkabel som visar relativ styrka av elektriskt och magnetiskt fält och resulterande Poyntings vektor vid en radie r från mitten av koaxialkabeln. Den brutna magentafärgade linjen visar den kumulativa kraftöverföringen inom radien r, varav hälften flyter inom det geometriska medelvärdet av R_{1} och R_{2}.

Mittledaren hålls vid spänning V och drar en ström I åt höger, så vi förväntar oss ett totalt effektflöde på P = V · I enligt elektricitetsgrundlagarna. Genom att utvärdera Poyntings vektor kan vi emellertid identifiera kraftflödets profil i termer av de elektriska och magnetiska fälten inuti koaxialkabeln. De elektriska fälten är naturligtvis noll inuti varje ledare, men mellan ledarna ({\displaystyle R_{1}<r<R_{2}}) symmetri dikterar att de är strikt i radiell riktning och det kan visas (med hjälp av Gauss lag) att de måste följa följande formel:
{\displaystyle E_{r}(r)={\frac {W}{r}}}
W kan utvärderas genom att integrera det elektriska fältet från {\displaystyle r=R_{2}} to {\displaystyle R_{1}} som måste vara det negativa av spänningen V:
{\displaystyle -V=\int _{R_{2}}^{R_{1}}{\frac {W}{r}}dr=-W\ln \left({\frac {R_{2}}{R_{1}}}\right)}
så att:
{\displaystyle W={\frac {V}{\ln(R_{2}/R_{1})}}}
Magnetfältet, återigen genom symmetri, kan endast vara icke-noll i θ-riktningen, det vill säga ett vektorfält som slingrar sig runt mittledaren vid varje radie mellan R1 och R2. Inuti själva ledarna kan magnetfältet vara noll eller inte, men detta är inget problem eftersom Poyntings vektor i dessa områden är noll på grund av att det elektriska fältet är noll. Utanför hela koaxialkabeln är magnetfältet identiskt noll eftersom banor i detta område omsluter en nettoström på noll (+I i mittledaren och -I i ytterledaren), och återigen är det elektriska fältet noll där ändå. Med hjälp av Ampères lag i området från R1 till R2, som omsluter strömmen +I i mittledaren men utan bidrag från strömmen i den yttre ledaren, finner vi vid radien r:
{\displaystyle {\begin{aligned}I=\oint _{C}\mathbf {H} \cdot ds&=2\pi rH_{\theta }(r)\\H_{\theta }(r)&={\frac {I}{2\pi r}}\end{aligned}}}
Nu, från ett elektriskt fält i radiell riktning och ett tangentiellt magnetfält, är Poyntings vektor, given av korsprodukten av dessa, endast icke-noll i Z-riktningen, längs riktningen för själva koaxialkabeln, som förväntat. Återigen bara en funktion av r, kan vi utvärdera S(r): 
{\displaystyle S_{z}(r)=E_{r}(r)H_{\theta }(r)={\frac {W}{r}}{\frac {I}{2\pi r}}={\frac {W\,I}{2\pi r^{2}}}}
där W anges ovan i termer av mittledarspänningen V. Den totala effekten som strömmar ner genom koaxialkabeln kan beräknas genom att integrera över hela kabelns tvärsnitt A mellan ledarna:
{\displaystyle {\begin{aligned}P_{\text{tot}}&=\iint _{\mathbf {A} }S_{z}(r,\theta )\,dA=\int _{R_{2}}^{R_{1}}2\pi rdrS_{z}(r)\\&=\int _{R_{2}}^{R_{1}}{\frac {W\,I}{r}}dr=W\,I\,\ln \left({\frac {R_{2}}{R_{1}}}\right).\end{aligned}}}
Genom att ersätta den tidigare lösningen med konstanten W gäller: 
{\displaystyle P_{\mathrm {tot} }=I\ln \left({\frac {R_{2}}{R_{1}}}\right){\frac {V}{\ln(R_{2}/R_{1})}}=V\,I}
det vill säga effekten som ges genom att integrera Poyntins vektor över ett tvärsnitt av koaxialkabeln är exakt lika med produkten av spänning och ström som man skulle ha beräknat för den levererade effekten med hjälp av grundläggande elektricitetslagar.
Andra liknande exempel där P = V · I-resultatet kan beräknas analytiskt är: parallellplattans transmissionslinje, med hjälp av kartesiska koordinater, och tvåtrådstransmissionslinjen, med bipolära cylindriska koordinater.

## Resistiv avledning
Om en ledare har betydande motstånd, skulle Poyntings vektor, nära ytan av  ledaren, lutas mot och träffa ledaren.(figs.7,8) När Poyntings vektor väl kommer in i ledaren böjs den till en riktning som är nästan vinkelrät mot ytan.:{{{1}}} Detta är en konsekvens av Snells lag och ljusets mycket långsamma hastighet inuti en ledare. Definitionen och beräkningen av ljusets hastighet i en ledare kan ges.:{{{1}}}  Inuti ledaren representerar Poyntings vektor energiflödet från det elektromagnetiska fältet in i tråden, vilket producerar resistiv Joule-uppvärmning i tråden. För en härledning som börjar med Snells lag se Reitz sid 454.:{{{1}}}

## Strålningstryck
Tätheten för det elektromagnetiska fältets linjära rörelsemängd är S/c2 där Sär storleken på Poyntings vektor och c är ljusets hastighet i det fria utrymmet. Strålningstrycket som utövas av en elektromagnetisk våg på ytan av ett mål ges av 
{\displaystyle P_{\mathrm {rad} }={\frac {\langle S\rangle }{\mathrm {c} }}.}